# Lê Viết Chữ
Lê Viết Chữ (sinh ngày 20 tháng 1 năm 1963 tại xã Hành Thịnh, huyện Nghĩa Hành, tỉnh Quảng Ngãi) là một chính khách Việt Nam. Ông nguyên là Bí thư Tỉnh ủy Quảng Ngãi, Chủ tịch Ủy ban nhân dân tỉnh Quảng Ngãi, Chủ tịch Hội đồng nhân dân tỉnh Quảng Ngãi và Chủ tịch Ủy ban Mặt trận Tổ quốc Việt Nam tỉnh Quảng Ngãi.

## Sự nghiệp
Sáng ngày 15/9/2015, tại kỳ họp thứ 17, HĐND tỉnh Quảng Ngãi khóa XI đã bầu bổ sung Lê Viết Chữ kiêm giữ chức vụ Chủ tịch HĐND tỉnh Quảng Ngãi nhiệm kỳ 2011-2016, với tỷ lệ 100% phiếu bầu.
Tại Đại hội Đại biểu Đảng bộ tỉnh Quảng Ngãi lần thứ XIX nhiệm kỳ 2015-2020 ông được bầu giữ chức Bí thư Tỉnh ủy. Trước đó ông từng giữ các chức vụ: Giám đốc Sở Giao thông Vận tải, Phó Chủ tịch UBND tỉnh, Chủ tịch Ủy ban MTTQ Việt Nam tỉnh Quảng Ngãi, Bí thư Thành ủy Quảng Ngãi, Chủ tịch UBND tỉnh và Phó Bí thư Tỉnh ủy Quảng Ngãi.
Tại Đại hội Đại biểu toàn quốc lần thứ XII của Đảng Cộng sản Việt Nam, ông được bầu vào Ban Chấp hành Trung ương Đảng.

## Kỷ luật
Chiều ngày 3/5/2020, Ủy ban Kiểm tra Trung ương ra thông cáo về kỳ họp thứ 44 dưới sự chủ trì của Chủ nhiệm Ủy ban Trần Cẩm Tú. Tại kỳ họp này, Ủy ban đã xem xét giải quyết đơn tố cáo và nhận thấy hai ông Lê Viết Chữ và Trần Ngọc Căng "đã có nhiều vi phạm, khuyết điểm nghiêm trọng trong lãnh đạo, chỉ đạo, thực hiện công tác quản lý, sử dụng đất đai, tài chính ngân sách, dự án đầu tư và công tác cán bộ," ảnh hưởng xấu đến uy tín của cấp ủy, chính quyền địa phương, đến mức phải xem xét kỷ luật.
Ngày 16 tháng 6 năm 2020, ông bị Bộ Chính trị khoá 12 thi hành kỉ luật với hình thức cảnh cáo.
Sau đó, vào ngày 23 tháng 6 năm 2020, ông đã nộp đơn xin từ chức Bí thư Tỉnh uỷ Quảng Ngãi lên Bộ Chính trị, Ban Bí thư Ban Chấp hành Trung ương Đảng Cộng sản Việt Nam khóa 12.
Ngày 27/3/2024, Cơ quan Cảnh sát điều tra Bộ Công an (C03) đã ra Quyết định khởi tố bị can, Lệnh bắt tạm giam, Lệnh khám xét đối với ông Lê Viết Chữ, nguyên Phó Chủ tịch, nguyên Chủ tịch UBND Tỉnh, nguyên Bí thư Tỉnh ủy Quãng Ngãi.
Đến ngày 26/4, Ban Chấp hành Trung ương quyết định thi hành kỷ luật ông hình thức khai trừ ra khỏi Đảng.
Sau đó ngày 16/06/2024, Ủy ban Thường vụ Quốc hội quyết định thi hành kỷ luật bằng hình thức xóa tư cách chức vụ Chủ tịch HĐND tỉnh Quảng Ngãi, nhiệm kỳ 2011 - 2016, đối với ông Lê Viết Chữ.

## Gia đình
Vợ ông Lê Viết Chữ là bà Cao Thị Hồng, sinh năm 1966, quê ở xã Phổ Ninh, huyện Đức Phổ, tỉnh Quảng Ngãi.

### Lê Viết Hà
Lê Viết Chữ có con là Lê Viết Hà, thí sinh vô địch Đường lên đỉnh Olympia năm thứ 7. Sau khi tốt nghiệp chuyên ngành Công nghệ Robot và Khoa học Máy tính tại Đại học Swinburne theo học bổng dành cho nhà vô địch Olympia, Hà làm việc cho công ty tư vấn quản trị Partners in Performance tại Úc. Cuối năm 2017, Hà về công tác tại quỹ đầu tư Mekong Capital trong vai trò "Chuyên viên Tư vấn Đầu tư Cao cấp". Sau khi có thông tin về việc ông Chữ bị xem xét kỷ luật vào tháng 5/2020, lý lịch nhân sự và các bài blog của anh đã bị xóa khỏi các trang web của quỹ này. Cuối năm 2020, Hà nghỉ việc tại Mekong Capital và chuyển sang làm việc tại chuỗi nhà hàng Pizza 4P's trên cương vị Giám đốc điều hành. Anh sau đó giữ vai trò quản lý tại chuỗi cửa hàng Con Cưng trước khi trở thành Tổng giám đốc của NovaCommerce (thuộc NovaLand) từ năm 2022 đến năm 2023.